# 御製數理精蘊
《御製數理精蘊》，簡稱《數理精蘊》，清朝康熙皇帝時期成的一本關於數學的書籍。
康熙在位時既倡導西算，也重視中算。晚年他命陳厚耀、何國宗、明安圖等人編纂天文算法書籍，包括《曆象考成》(四十二卷)、《律呂正義》(五卷)、《數理精蘊》(五十三卷)，合稱《律曆淵原》共100卷，終於雍正元年(1723)十月刻竣。
《數理精蘊》(公元1713-1722年)是一部融中西數學於一体，內容豐富的「初等數學百科全書」，包括上編五卷，下編四十卷，數學用表四種八卷。上編名為立綱明體，主要內容為《幾何原本》和《演算法原本》。下編名為分條致用，分首、線、面、體、末五部，包羅了算術、代數、幾何、三角等初等數學的多方面材料。此書有著康熙「御製」的名義，使其廣泛流傳，從而形成了乾嘉時期數學研究的高潮。
需要説明的是，《數理精蘊》中的《幾何原本》並非歐幾里德的《幾何原本》，而是以法國耶穌會教士伊格納茨·加斯頓·巴蒂所撰的幾何學教材 (Paris, 1671)為底本。這部教材以簡明為原則，並不重視邏輯推導。